# Ráječko
Ráječko település Csehországban, a Blanskói járásban. Ráječko Rájec-Jestřebí, Vavřinec, Spešov, Blansko és Petrovice településekkel határos. Lakosainak száma 1363 fő (2024. január 1.).

## Népesség
A település lakosságának változását az alábbi diagram mutatja:
| Lakosok száma | 459  | 667  | 800  | 1062 | 1081 | 1241 | 1306 | 1348 | 1335 | 1363 |
|               | 1869 | 1900 | 1921 | 1961 | 1980 | 2011 | 2016 | 2019 | 2021 | 2024 |